# Foindle
Foindle (Schots-Gaelisch: An Fhionndail) is een dorp in de Schotse lieutenancy Sutherland ongeveer 1 kilometer ten westen van Fanagmore in het raadsgebied Highland.